# Удвяты
Удвяты — деревня в Усвятском районе Псковской области России. Входит в состав Усвятской волости.

## География
Расположена юго-восточном берегу Удвятского озера, в 9 км к востоку от райцентра Усвяты.

## Население
| 2001 | 2002 | 2010 |
| ---- | ---- | ---- |
| 136  | ↗141 | ↘126 |

Численность населения деревни по оценке на начало 2001 года составляла 136 жителей.